# Condado de Worcester (Maryland)
O Condado de Worcester é um dos 23 condados do Estado americano de Maryland. A sede do condado é Snow Hill, e sua maior cidade é Pocomoke City. O condado possui uma área de 1 799 km² (dos quais 574 km² estão cobertos por água), uma população de 46 543 habitantes, e uma densidade populacional de 38 hab/km² (segundo o censo nacional de 2000). O condado foi fundado em 1742.